# Ocnogyna gandolphei
Ocnogyna gandolphei är en fjärilsart som beskrevs av Charles Oberthür 1881. Ocnogyna gandolphei ingår i släktet Ocnogyna och familjen björnspinnare. Inga underarter finns listade i Catalogue of Life.